# Wysschaja Liga 1979/80
Die Saison 1979/80 der Wysschaja Liga war die 34. Spielzeit der höchsten sowjetischen Eishockeyspielklasse. Den sowjetischen Meistertitel sicherte sich zum insgesamt 23. Mal ZSKA Moskau, während Ischstal Ischewsk und Awtomobilist Swerdlowsk in die zweite Liga abstiegen.

## Modus
Die zwölf Mannschaften der Wysschaja Liga spielten in einer gemeinsamen Hauptrunde vier Mal gegen jeden Gegner, wodurch die Gesamtzahl der Spiele pro Mannschaft 44 betrug. Die punktbeste Mannschaft wurde Meister, während der Tabellenletzte direkt in die zweite Liga abstieg. Die Mannschaften auf den Plätzen zehn und elf mussten in der Relegation gegen den Zweiten und Dritten der zweiten Liga antreten. Für einen Sieg erhielt jede Mannschaft zwei Punkte, bei einem Unentschieden gab es einen Punkt und bei einer Niederlage null Punkte.

## Hauptrunde
|     | Klub                    | Sp | S  | U  | N  | T   | GT  | Punkte |
| --- | ----------------------- | -- | -- | -- | -- | --- | --- | ------ |
| 1.  | ZSKA Moskau             | 44 | 39 | 2  | 3  | 306 | 118 | 80     |
| 2.  | Dynamo Moskau           | 44 | 33 | 1  | 10 | 235 | 127 | 67     |
| 3.  | Spartak Moskau          | 44 | 28 | 5  | 11 | 195 | 140 | 61     |
| 4.  | Krylja Sowetow Moskau   | 44 | 22 | 5  | 17 | 172 | 149 | 49     |
| 5.  | Torpedo Gorki           | 44 | 20 | 4  | 20 | 175 | 173 | 44     |
| 6.  | Sokil Kiew              | 44 | 14 | 12 | 18 | 146 | 161 | 40     |
| 7.  | Traktor Tscheljabinsk   | 44 | 17 | 6  | 21 | 139 | 162 | 40     |
| 8.  | Dinamo Riga             | 44 | 16 | 4  | 24 | 134 | 162 | 36     |
| 9.  | Chimik Woskressensk     | 44 | 15 | 6  | 23 | 138 | 174 | 36     |
| 10. | Ischstal Ischewsk       | 44 | 9  | 8  | 27 | 143 | 229 | 26     |
| 11. | SKA Leningrad           | 44 | 10 | 6  | 28 | 128 | 233 | 26     |
| 12. | Awtomobilist Swerdlowsk | 44 | 8  | 7  | 29 | 139 | 222 | 23     |

Sp = Spiele, S = Siege, U = unentschieden, N = Niederlagen, OTS = Overtime-Siege, OTN = Overtime-Niederlage, SOS = Penalty-Siege, SON = Penalty-Niederlage

## Relegation
|    | Klub                | Sp | S | U | N | T  | GT | Punkte |
| -- | ------------------- | -- | - | - | - | -- | -- | ------ |
| 1. | Salawat Julajew Ufa | 6  | 3 | 1 | 2 | 29 | 22 | 7      |
| 2. | SKA Leningrad       | 6  | 3 | 1 | 2 | 21 | 25 | 7      |
| 3. | Ischstal Ischewsk   | 6  | 3 | 0 | 3 | 29 | 30 | 6      |
| 4. | Kristall Saratow    | 6  | 2 | 0 | 4 | 26 | 28 | 4      |

Sp = Spiele, S = Siege, U = unentschieden, N = Niederlagen, OTS = Overtime-Siege, OTN = Overtime-Niederlage, SOS = Penalty-Siege, SON = Penalty-Niederlage
In der Relegation konnte sich der SKA Leningrad den Klassenerhalt sichern und Salawat Julajew Ufa aufsteigen. Ischstal Ischewsk stieg in die zweite Liga ab, in der Kristall Saratow ebenfalls blieb.

## Topscorer
Fett: Saisonbestwert
| Spieler            | Mannschaft     | Tore | Assists | Punkte |
| ------------------ | -------------- | ---- | ------- | ------ |
| Sergei Makarow     | ZSKA Moskau    | 29   | 39      | 68     |
| Helmuts Balderis   | ZSKA Moskau    | 26   | 35      | 61     |
| Wiktor Schalimow   | Spartak Moskau | 34   | 19      | 53     |
| Michail Warnakow   | Torpedo Gorki  | 30   | 20      | 50     |
| Boris Michailow    | ZSKA Moskau    | 27   | 23      | 50     |
| Nikolai Drosdezki  | ZSKA Moskau    | 31   | 18      | 49     |
| Alexander Skworzow | Torpedo Gorki  | 24   | 25      | 49     |
| Alexander Golikow  | Dynamo Moskau  | 29   | 17      | 46     |
| Pjotr Prirodin     | Dynamo Moskau  | 27   | 18      | 45     |
| Boris Alexandrow   | Spartak Moskau | 22   | 23      | 45     |

## Sowjetischer Meister
| Meister ZSKA Moskau | Torhüter: Wladislaw Tretjak Verteidiger: Sergei Babinow, Wjatscheslaw Fetissow, Sergei Gimajew, Alexei Kassatonow, Wladimir Luttschenko, Sergei Starikow, Alexei Woltschenkow Angreifer: Wjatscheslaw Anissin, Helmuts Balderis, Waleri Charlamow, Nikolai Drosdezki, Irek Gimajew, Sergei Kapustin, Wladimir Krutow, Alexander Lobanow, Sergei Makarow, Boris Michailow, Wladimir Petrow, Wiktor Schluktow, Wladirmir Wiktulow, Alexander Woltschkow Trainerstab: Wiktor Tichonow, Wiktor Kuskin, Juri Moissejew |